# Odo van Vitry
Odo van Vitry (overleden in 1158) was burggraaf van Vitry en van 1124 tot aan zijn dood graaf van Rethel.

## Levensloop
De precieze afkomst van burggraaf Odo van Vitry is onduidelijk. Soms wordt hij beschouwd als een zoon van baron Andreas I van Vitré uit diens huwelijk met Agnes van Mortain, maar waarschijnlijk gaat het hier om een verwarring tussen Vitré in Bretagne, dat deel uitmaakte van Andreas' gebieden, en Vitry, dat zich in het graafschap Champagne bevond.
Odo huwde met Mathilde van Rethel (overleden in 1151), dochter van graaf Hugo I van Rethel. Na de dood van Mathildes broer Gervaas werden Odo en Mathilde graaf en gravin van Rethel. Normaal gezien had haar andere broer Boudewijn II graaf van Rethel moeten worden, maar die was in 1118 verkozen tot koning van Jeruzalem en bevond zich dus in Palestina. Na de dood van Mathilde in 1151 regeerde Odo tot aan zijn eigen dood in 1158 alleen over Rethel.

## Nakomelingen
Odo en Mathilde kregen volgende kinderen:
- Ithier (overleden in 1171), graaf van Rethel
- een dochter die huwde met Etienne Strabo van Neufchâtel
- een dochter die huwde met een heer van Henalmont
- Yvette, huwde eerst met ene Milo en daarna met Villain van Arzillières